# 三本木農業高校、馬術部
『三本木農業高校、馬術部 〜盲目の馬と少女の実話〜』（さんぼんぎのうぎょうこうこう、ばじゅつぶ もうもくのうまとしょうじょのじつわ）は、2008年10月4日公開の日本映画である。監督は佐々部清、配給は東映。上映時間117分。
青森県十和田市に実在する青森県立三本木農業高等学校の馬術部を舞台に、盲目の馬「タカラコスモス」と女子高生の馬術部員との愛の実話を基にした物語。原案は橘内美佳著『私、コスモの目になる!』。

## キャスト

### 主要人物
菊地香苗
演 - 長渕文音
三本木農業高校馬術部の2年生
古賀博
演 - 柳葉敏郎
馬術部の顧問
坂口康子
演 - 黒谷友香
北里大学の獣医
野間康秀
演 - 松方弘樹
校長
岡村賢治
演 - 奥村知史
馬術部員
森陽子
演 - 森田彩華
馬術部員
園田帆乃夏
演 - 西原亜希
馬術部員
高橋守
演 - 小林裕吉
馬術部員
菊地隆
演 - 吹越満
香苗の父親
菊地美保
演 - 原日出子
香苗の母親
馬運車の男
演 - 伊嵜充則
山下翠
演 - 柳英里沙
石田里美
演 - ジョナゴールド（りんご娘）
柳沢聖
演 - 田村三郎

### ゲスト出演
- つボイノリオ
- 若生哲旺

## 音楽
- メインテーマ - 君がくれた時間（押尾コータロー）
- 主題歌 - この胸に…（STGM）

## 製作
2007年4月にクランクイン。「四季の移り変わりを撮りたい」という監督の意向のもと、2008年2月までの約1年間にわたり撮影が行われた。
制作当初、映画タイトルは『コスモ、光の中へ』だったが『三本木農業高校、馬術部』に変更された。
2008年8月には青森県の3か所で先行試写会が行われた。
なお、本作品に出演している「タカラコスモス」は2011年8月に青森県立三本木農業高等学校の馬房で死亡した。27歳。

## 作品の評価
2009年1月に開かれた「2008年度JRA賞馬事文化賞選考委員会」にて、受賞は逃したものの高い評価を得た。
2009年3月に発表された「映画館大賞」では「映画館スタッフが選ぶ、2008年に最もスクリーンで輝いた映画」の第53位を獲得している。

### 受賞歴
- 第32回日本アカデミー賞新人俳優賞（長渕文音）[3]